# Ramakrishnaia
Ramakrishnaia är ett släkte av insekter. Ramakrishnaia ingår i familjen Pyrgomorphidae.
Kladogram enligt Catalogue of Life:
| Ramakrishnaia | \| \| Ramakrishnaia gracilis \| \| \| \| \| \| Ramakrishnaia notabilis \| \| \| \| |
|               | \| \| Ramakrishnaia gracilis \| \| \| \| \| \| Ramakrishnaia notabilis \| \| \| \| |
|               | Ramakrishnaia gracilis                                                             |
|               |                                                                                    |
|               | Ramakrishnaia notabilis                                                            |
|               |                                                                                    |